# Schmale Straße 19 (Quedlinburg)

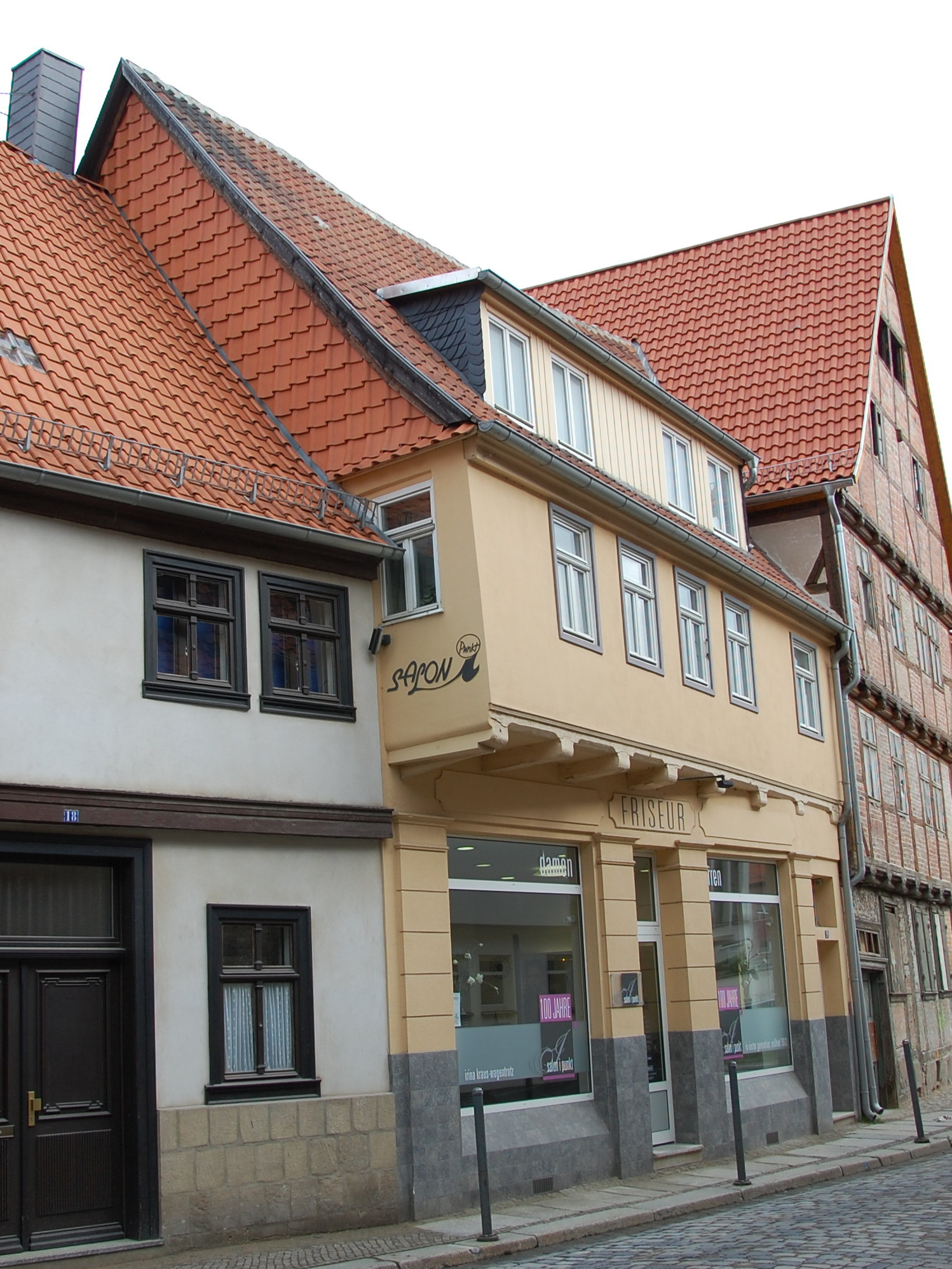
Haus Schmale Straße 19

Das Haus Schmale Straße 19 ist ein denkmalgeschütztes Gebäude in der Stadt Quedlinburg in Sachsen-Anhalt.

## Lage
Es befindet sich auf der Westseite der Schmalen Straße, nördlich des Marktplatzes der Stadt und ist im Quedlinburger Denkmalverzeichnis als Wohnhaus eingetragen. Es gehört zum UNESCO-Weltkulturerbe. Nördlich grenzt das gleichfalls denkmalgeschützte Haus Schmale Straße 20 an.

## Architektur und Geschichte
Das zweigeschossige Fachwerkhaus entstand in der zweiten Hälfte des 17. Jahrhunderts. Die Stockschwelle des Gebäudes ist mit einer Fasung versehen. Markant ist das stark in den Straßenraum ragende obere Geschoss. Das heutige Erscheinungsbild geht auf einen Umbau des Hauses im Jahr 1912 zurück, bei dem ein Ladengeschäft eingefügt wurde. Bedeckt ist das Gebäude von einem steilen Dach. Die überblattenden Dachsparren weisen große Abstände auf.